# 浅井一政
浅井 一政（あさい かずまさ）は、安土桃山時代から江戸時代にかけての武士。近江浅井氏の一族で、豊臣秀頼に今木源右衛門（こんぼく げんえもん）の名で仕えた。大坂夏の陣の後は加賀藩に仕え、第3代藩主前田光高に殉死した。大坂の陣の記録として『浅井一政自記』を書き残している。

## 生涯

### 出自
近江浅井氏の一族で、東福門院に上臈女房として仕えた対馬局は妹にあたる。
加賀藩が藩士に提出させた資料『先祖由緒并一類附帳』によれば、一政の祖父は浅井掃部之政といい、本家当主である浅井亮政の娘を娶って、浅井采女定政を儲けた。すなわち、浅井定政と浅井長政は従兄弟同士の関係となる。この定政の子が一政である。
一政の生年は不詳。天正元年（1573年）に浅井長政が滅びると、定政の一家は越前国敦賀に逃れた。なお『東浅井郡誌』所収「浅井氏略系」によれば、弟に作左衛門良政がいる。

### 豊臣秀頼に仕える
一政は慶長年間、豊臣秀頼の代に豊臣家に仕え、片桐且元の麾下に属した。この際、豊臣秀吉が滅ぼした「浅井」の姓を名乗ることを憚ったためか、「今木」を称している。『浅井一政自記』によれば、豊臣秀頼とは直接面会もできる間柄で、信頼を受けていたようである。
慶長19年（1614年）9月、大野治長らと対立し、暗殺計画があることを知らされた片桐且元が自邸に立て籠もった際には、事態の打開を図るべく、豊臣家（秀頼および淀殿）と片桐家の間を奔走した。且元の大坂城退去に際し、且元は一政もともに退去するよう促したが、一政は固辞して大坂城に残った。一政は且元の助言に従い、伊東長実を介して秀頼に詫びを入れて許されたが、疑いの目は向けられたようであり、『浅井一政自記』に大坂冬の陣についての記述がないのは城内に留め置かれたためと考えられる。

#### 大坂夏の陣
慶長20年（1615年）の大坂夏の陣において、一政は城内と陣営との取次（伝令役）に任じられた。この際に、取次に専念するよう、戦闘に参加しないことを誓約させられた。5月7日には、真田信繁ら七手組が陣取る茶臼山への伝令に当たった（天王寺・岡山の戦い参照）。この際、先の誓約があったにもかかわらず茶臼山付近で敵兵と槍を交え、首級を得た。その後、一政は城内に引き上げた。
『浅井一政自記』には落城が間際に迫る中での秀頼との会話や城内の状況も記されている。秀頼は一政に、天守で自害するからその用意をせよと言ったため、一政は畳を重ねて自害の場所をしつらえた。しかし、秀頼の自害は大野治長と速水守久によって阻まれた。秀頼は天守から下りて戦況把握のため月見櫓に入ったが、落城寸前であることが確認され、戦闘で重傷を負った渡辺糺が自害した。渡辺糺の母（正栄尼）も後を追って自害し、一政が介錯を務めた。一政も月見櫓で自害しようとしたが、津川近治と毛利長門によって櫓から連れ出され阻まれたという。
5月8日朝、豊臣秀頼の命で常高院（淀殿の妹、京極高次室）のもとに、おそらくは淀殿の助命について徳川家との交渉を依頼するための使者として派遣された。京極家当主の京極忠高（常高院の養子、小浜藩主）からは協力を断られた上、井伊直孝の部隊に拘束されて城内への帰還を果たせず、城外から大坂城の炎上を見、秀頼以下の切腹を伝え聞くこととなった。

### 大坂落城後
大坂落城後、一政は京都に護送された。大坂方の落人として処刑される危険もあった一政が生き延びることができたことには、常高院による助命嘆願などがあったと考えられる。以後、京都で牢人生活をするが、片桐孝利（且元の子）からの合力米500石の仕送りを受けており、生活には余裕があったようである。片桐家からの支援は、一政が且元のために尽くしたことに報いるものである。
『浅井一政自記』には夏の陣で首級を挙げた時の証人の現住所も把握しており、大坂方参加者との交流も長期にわたって続いていたことが窺える。大名家への仕官に向け、互いの戦功を証明する手段として書簡をやり取りしていたようである。

### 加賀藩に仕える
元和年間（1615年 - 1624年）に加賀藩第2代藩主前田利常に1000石で召し抱えられ、馬廻組に属した。
加賀藩への仕官には、利常の正室が珠姫（徳川秀忠と江の娘、すなわち淀殿・常高院の姪）であったことが関わっており、淀殿の助命のために奔走した一政に報いたと伝えられている。加賀藩では再び「浅井」を称した。
利常の子・前田光高には幼少時より傅役として仕えた（『加賀藩史稿』等によれば世子側用人として仕えたとある）。寛永16年（1639年）に利常が隠居し、光高が第3代藩主となった。光高からの信頼は厚く、300石が加増された。その後、老齢を理由として隠居し、越中国氷見に居住した。
正保2年（1645年）4月5日に光高が江戸で急死した。一政は金沢に帰る光高の柩を途中まで出迎え、柩に従って金沢に入り、4月25日に殉死した。一政は光高とともに金龍院天徳院（金沢市小立野）に埋葬された。その後昭和に入り、光高が加賀藩歴代藩主が眠る野田山墓地に改葬されると、一政の墓もともに移された。

## 浅井一政自記
『浅井一政自記』は一政が加賀藩に提出した戦功覚書である。大坂の陣当時の大坂城内の様子を、一政が関わった事柄について記録している。現在は前田育徳会尊経閣文庫所蔵。
成立年代については、一政の加賀藩への仕官時から、子孫による作成も可能性に含めて前田利常の没（万治元年（1658年））以前という説まである。堀智博は『浅井一政自記』に記された証人の動向や加賀藩での書上提出の機会などから、寛永8年（1632年）頃が下限と絞っている。
近世初頭に成立した軍記『 豊内記』は、大坂方の複数の記録を参考にしているが、その中に『浅井一政自記』も含まれると考えられており（『豊内記』作者が一政から覚書を借用して本文の記述に生かしたことが想定されている）、浅井一政（今木源右衛門）の証言が多く採録されることとなっている。さらには『豊内記』を種本として、広く読まれた軍記物語『難波戦記』が編纂された。片桐且元を忠臣、大野治長を佞臣、あるいは淀殿を悪女とする後世の軍記物の人物描写には、片桐の組子であった一政の見解が影響を及ぼしているといえる。

## 逸話
- 前田光高の柩を出迎えた一政は、周囲の者に殉死者があるかと尋ねたところ、誰もいないということであったので大いに慨嘆し「この老人が地下にお供しよう」と言った[2]。殉死を願い出たところ、前田利常は「彼は今木源右衛門と称していた頃に大坂で切腹し損なってしまった者である。今度は切らせてやるのがよい。妨げてはならない」と許可したという[17][2][注釈 8]。
- 一政は今枝直恒と不仲であった。光高の葬儀の奉行となったのは今枝近義（直恒の子）であったが、殉死を決意した一政は近義に存念を述べるとともに、心掛りは嫡男の政右であると言い、近義の妹を政右の妻に迎えたいと述べた。近義はその通り約した[2]。
- 150石取りの小笹善四郎[2]（小篠善四郎）という者は、かつて犯した罪を光高に赦されたことがあったため、光高が没すると殉死を決意した。しかし同僚からは「軽輩の者が上長の者より先に立つのは穏やかでない」と止められ、拝謁した家老の本多政重からも「殉死者が軽輩の善四郎一人というのでは我が藩に人がないように見られる」と諭された。善四郎は政重に「もし上位者で先に殉死する者があれば、私の殉死も許可してほしい」と食い下がり、政重もこれを認めた。一政が殉死を決意したという話が伝わると、善四郎は一政に面会して真意を確かめ、政重にこのことを告げに行った。善四郎は一政と同日、一政に続いて殉死した[2]。一政と善四郎の二人は、ともに主君と同じ墓域に葬られた。
- 一政は学問を好み、書物をよく読む人物であった[17][2]。主君前田光高の著作2冊（『一本種』『自論記』）を借り受けたが、これを読むのに際して身を清め正装（盥漱著袴）したという[2]。

## 家族
嫡男の浅井政右は、歌学・連歌の名人として知られた。
次子弥八郎は菊池武直の養子となって菊池武康と称した。加増を重ねて人持組に列し、禄高は3200石に至った。江戸留守居役などの重職を務めるとともに、風雅の士として名があった。
滋賀県長浜市の徳勝寺に伝わる浅井亮政・蔵屋夫妻の木像は、妹の対馬局が造らせて持仏堂に安置していたもので、対馬局の死後に浅井政右に送られ、その後徳勝寺に納められた。